# 8456 Davegriep
8456 Davegriep è un asteroide della fascia principale. Scoperto nel 1981, presenta un'orbita caratterizzata da un semiasse maggiore pari a 3,1633138 UA e da un'eccentricità di 0,0302160, inclinata di 7,80078° rispetto all'eclittica.